# The Veronicas: Mtv.com Live EP
A The Veronicas: Mtv.com Live EP az ausztrál pop-rock duó, a The Veronicas második középlemeze. 2006. augusztus 1-jén jelent meg a Sire Records gondozásában az Urge weboldalán. Csak letölthető formátumban jelent meg, négy élő előadást tartalmaz, köztük egy új dalt, a Stayt.

## Számlista
1. Revolution (Chantal Kreviazuk, Raine Maida)  – 2:35
2. Heavily Broken (Eric Nova, J. Origliasso, L. Origliasso)  – 4:18
3. Stay (J. Origliasso, L. Origliasso)  – 2:38
4. 4ever (Lukasz "Dr. Luke" Gottwald, Max Martin)  – 2:48